# Canibal (canção)
"Canibal" é uma canção da cantora brasileira Ivete Sangalo, presente no seu álbum de estreia homônimo (1999). "Canibal" foi lançada como segundo single do álbum em 12 de novembro de 1999 pela Universal. A canção foi escrita pela própria Ivete, e conta com a citação musical da canção Brincar de Índio, enquanto que sua letra fala sobre se apaixonar, fazendo referências ao canibalismo.
"Canibal" mistura axé, merengue, samba, reggae, forró, maracatu, entre outros ritmos. A canção foi o primeiro sucesso de carnaval de Ivete, mas ficou apenas na posição de número 46 nas paradas de sucesso, perdendo pro primeiro single "Tá Tudo Bem". O videoclipe da canção, que conta com a participação do ator Fábio Assunção, faz referências à filmes de sucessos norte-americanos, assim como traz Ivete incorporando divas do cinema.

## Composição e letra
"Canibal" foi escrita pela própria Ivete Sangalo e conta com uma citação musical da canção "Brincar de Índio", escrita por Michael Sullivan e Paulo Massadas, e interpretada por Xuxa para o seu álbum "Xou da Xuxa 3", de 1988. "Canibal" é uma canção de axé, que também faz uma fusão de estilos, incorporando elementos de merengue, samba, reggae, forró, maracatu, baião, remada e a alta pulsação afro-baiana.
A sua letra fala sobre se apaixonar perdidamente por alguém, usando a metáfora do canibalismo para dizer que seu amado a conquistou, como no refrão, "O seu amor é canibal, comeu meu coração mas agora eu sou feliz." A música começa com o coro imitando músicas de rituais de canibalismo, seguido por batidas com sintetizadores e instrumentos de sopros.

## Crítica e outras versões
"Canibal" entrou na compilação Festival de Verão Salvador (2000), e na crítica do álbum feita por Jason Birchmeier do Allmusic, a canção foi escolhida como uma das melhores do álbum, A canção também foi escolhida como uma das melhores na crítica do álbum "Ivete Sangalo", também feita pelo Allmusic.
A canção também entrou nos álbuns "Axé Bahia 2001" e "Axé Bahia 2003". A canção também ganhou uma versão para o álbum "MTV ao Vivo - Ivete Sangalo", de 2004, além de ter entrado nas compilações "Novo Millennium" (2005), "Perfil" (2006), "Ivete Sangalo 2006" (2006) e "O Carnaval de Ivete Sangalo" (2012).

## Videoclipe
Para gravar o clipe de "Canibal", dirigido por Monique Gardenberg, Ivete Sangalo incorporou divas do cinema numa praia deserta, na Ilha de Cataguazes, em Angra dos Reis, no início de novembro. Como par romântico, ela escolheu o ator Fábio Assunção, que também interpretou personagens do mundo cinematográfico. Numa das tomadas mais antológicas, o par repetiu a clássica cena, que chocou nos anos 50, na qual Deborah Kerr e Burt Lancaster rolam na areia no filme "A um Passo da Eternidade".
Para Ivete, a cena mais divertida foi a incorporação que fez de Elizabeth Taylor em "Aconteceu no Último Verão", vestindo maiô e touquinha. "Adorei contracenar com Fábio", disse Ivete à equipe de filmagem. "No começo, estava meio encabulada, mas ele me deixou tão à vontade que até esqueci que era apenas uma cantora", justificou. Apesar de tê-la conhecido só no dia da gravação, Fábio também elogiou sua performance. "Ela é super- divertida", disse. A ideia de reuni-los foi de Preta Gil, uma das sócias da Dueto Produções, produtora do clipe.

## Prêmios e indicações
| Ano  | Prêmio                 | Categoria         | Resultado |
| ---- | ---------------------- | ----------------- | --------- |
| 2000 | MTV Video Music Brasil | Videoclipe de Axé | Indicado  |